# 江幡和志
江幡 和志（えばた かずし、1962年2月2日 -  ）は、茨城県出身の元プロ野球選手（投手）。警察官。

## 来歴・人物
常北高から、1979年のプロ野球ドラフト会議で横浜大洋ホエールズから2位指名を受け入団。
1年目の1980年に左肩を痛め、打撃投手を務める日々が続き、一軍出場のないまま1983年限りで現役を引退。
引退後は、大阪府警に採用され警察官となり、2019年3月19日付の人事では、豊中署長（警視）から近畿管区警察学校指導部長兼教授に異動のうえ、警視正に昇任した。その後は府警に復帰し刑事部参事官を務める。2022年で退官。退官後は日本生命保険で顧問を務めている。

## 詳細情報

### 年度別投手成績
- 一軍公式戦出場なし

### 背番号
- 19 （1980年）
- 47 （1981年）
- 54 （1982年 - 1983年）